# Hexametilenotetramina
A hexametilenotetramina é um composto orgânico que possui a fórmula molecular C6H12N4. É um pó branco, de gosto adocicado, e cheiro que pode lembrar amônia, e também muito solúvel em água. É utilizada como ingrediente para certos remédios diuréticos, dentre outros.

## Síntese
O composto pode ser obtido fazendo-se reagir gás amônia ou solução aquosa de amônia em formaldeído (formol) e evaporando-se a solução:

## Usos
A hexametilenotetramina é matéria prima na fabricação de diversos explosivos, tais como RDX, HMX, H.M.T.D, MMAN, dentre outros usos.